# Neurónio colinérgico
Colinérgico significa que é relacionado com Acetilcolina, assim um neurónio é colinérgico quando segrega acetilcolina.
Todos os neurónios pré-ganglionares do Sistema Nervoso Autónomo Simpático e Parassimpático e todos os neurónios pós-ganglionares do Parassimpático são colinérgicos.